# Marcus Iunius Silanus (Konsul 25 v. Chr.)
Marcus Iunius Silanus (* vor 68 v. Chr.; † ~ 11 v. Chr.) war ein römischer Politiker und 25 v. Chr. Konsul.

## Leben
Marcus Iunius Silanus war wahrscheinlich ein Sohn des gleichnamigen Prätors des Jahres 77 v. Chr. und Enkel des Münzmeisters Decimus Iunius Silanus. Er war der Großvater des Marcus Iunius Silanus Torquatus, des Konsuls des Jahres 19 n. Chr.
Der Althistoriker Friedrich Münzer glaubt nicht, dass Silanus mit dem gleichnamigen Legaten Caesars identisch ist, der 53 v. Chr. eine Streitmacht rekrutierte, da in Gallien eine Revolte drohte. Dagegen dürfte Silanus mit jenem gleichnamigen Militärtribunen des Statthalters der Provinz Gallia Narbonensis und nachmaligem Triumvirn Marcus Aemilius Lepidus zu identifizieren sein, der während des Mutinenischen Krieges etwa im März 43 v. Chr. im Auftrag seines Vorgesetzten mit einem Heereskontingent aus Gallien nach der von Marcus Antonius belagerten Stadt Mutina zog. Lepidus wollte sich in dem Krieg aber möglichst neutral verhalten und hatte daher seine Aufgabe für Silanus so unklar formuliert, dass dieser nicht genau wusste, welche der beiden Kriegsparteien er unterstützen sollte. Er entschied sich für ein Zusammengehen mit Antonius und wurde, nachdem dieser im April 43 v. Chr. geschlagen worden war, von Lepidus beschuldigt, eigenmächtig gehandelt zu haben. Später wechselte Silanus – vielleicht wegen Lepidus’ Verhalten – auf die Seite des Sextus Pompeius nach Sizilien. Als dieser im Sommer 39 v. Chr. mit den Triumvirn eine Verständigung durch den Vertrag von Misenum erzielte, der unter anderem eine Begnadigung aller zu Pompeius Übergelaufenen (mit Ausnahme der Caesarmörder) beinhaltete, konnte Silanus nach Italien zurückkehren.
Silanus schloss sich wieder Antonius an. Er wurde vor 34 v. Chr. in das angesehene Augurenkollegium kooptiert und amtierte 34 oder 33 v. Chr. in Griechenland als Quaestor mit prokonsularischem Imperium, was durch Münzen des Antonius belegt ist, die auf der Rückseite die Legende M. Silanus aug(ur) q(uaestor) pro co(n)s(ule) tragen. 32–31 v. Chr. nahm er an der militärischen Auseinandersetzung der Triumvirn um die Alleinherrschaft im römischen Reich teil. Als sich Antonius’ Lage im Kriegsverlauf immer weiter verschlechterte, ging Silanus, angeblich weil er sich den Spott der ägyptischen Königin Kleopatra zugezogen hatte, wie andere hochrangige Offiziere des Antonius noch rechtzeitig vor der entscheidenden Schlacht von Actium (2. September 31 v. Chr.) zu Octavian (dem späteren Augustus) über.
Als Octavian Kaiser geworden war und im Jahr 25 v. Chr. zum neunten Mal als Konsul amtierte, ernannte er Silanus zu seinem Mitkonsul. Wahrscheinlich ist Silanus in dem Senatsbeschluss zur Säkularfeier des Jahres 17 v. Chr. als erster Urkundszeuge genannt. Sein genaues Todesdatum ist unbekannt. In den Fasti sacerdoti erscheinen er und sein jüngerer Bruder Lucius letztmals 11 v. Chr. als Auguren.